# Villeneuve (Arroux)
Die Villeneuve (auch Ruisseau de Breuil genannt) ist ein kleiner Fluss in Zentral-Frankreich, der im Département Côte-d’Or der Region Bourgogne-Franche-Comté nordöstlich der Stadt Autun verläuft.

## Geographie

### Verlauf
Die Villeneuve entspringt im Ortsgebiet von Foissy, entwässert generell Richtung Westsüdwest, verläuft im Unterlauf knapp an der Grenze zum benachbarten Département Saône-et-Loire und mündet nach rund 18 Kilometern im Gemeindegebiet von Voudenay als linker Nebenfluss in den Arroux.

### Orte am Fluss
(Reihenfolge in Fließrichtung)
- Foissy
- Charmoy, Gemeinde Antigny-la-Ville
- Mercey, Gemeinde Saint-Prix-lès-Arnay
- Petit Nanteux, Gemeinde Saint-Prix-lès-Arnay
- Nanteux, Gemeinde Maligny
- La Chaume, Gemeinde Viévy
- Moulin de Breuil, Gemeinde Magnien
- Lauronne, Gemeinde Magnien
- Villeneuve, Gemeinde Voudenay